# اسپیروزاترین
اسپیروزاترین (به انگلیسی: Spiroxatrine) یک ترکیب شیمیایی با شناسه پاب‌کم ۵۲۶۸ است.